# Mlle. Paulette
Pour plus de détails, voir Fiche technique et Distribution.
Mlle. Paulette est un film américain réalisé par Raymond Wells, sorti en 1918.

## Synopsis
Robert Wayne envoie son fils Jack dans les monts Adirondacks pour l'éloigner de l'alcool et des femmes de Broadway. Un soir, Jack sauve de la noyade une jeune femme appelée Paula Grey et l'emmène à son campement pour qu'elle puisse récupérer. C'est alors que son père lui fait une visite surprise. Après avoir découvert Paula, il le renvoie à New-York.
Plus tard, Jack est en visite chez Mlle. Paulette, une vedette de music-hall, en qui il reconnaît Paula. Après de nombreuses péripéties, Jack et Paula se fianceront.

## Fiche technique
- Titre original : Mlle. Paulette
- Réalisation : Raymond Wells
- Scénario : Frank Condon
- Photographie : Gus Peterson (?), Pliny Horne (?)
- Société de production : Triangle Film Corporation
- Société de distribution : Triangle Distributing Corporation
- Pays d'origine :  États-Unis
- Langue originale : anglais
- Format : noir et blanc — 35 mm — 1,37:1 — Film muet
- Genre : Comédie
- Durée : 600 m (2 bobines)
- Date de sortie :
  - États-Unis : 5 mai 1918
- Licence : Domaine public

## Distribution
- Claire Anderson : Paula Grey, alias Mlle. Paulette
- Wallace MacDonald : Jack Wayne
- George Hernandez : Oscar Smallett
- George Pearce : Robert Wayne
- Walter Perry : Bill Jones
- Dot Hagar : Hilda
- Anna Dodge : Mme Wilkins
- John Lince : Révérend Whiffren